# Leptataspis trichinopolis
Leptataspis trichinopolis är en insektsart som beskrevs av Victor Lallemand 1922. Leptataspis trichinopolis ingår i släktet Leptataspis och familjen spottstritar. Inga underarter finns listade i Catalogue of Life.